# Formigueret de caatinga
El formigueret de caatinga (Radinopsyche sellowi) és una espècie d'ocell de la família dels tamnofílids (Thamnophilidae), l'única pertanyent al gènere Radinopsyche, fins a l'any 2021 col·locada en el gènere Herpsilochmus. És endèmic del nord-est àrid del Brasil.

## Descripció
El formigueret de caatinga fa de 10,5 a 11,5 cm de llarg i pesa de 6,5 a 8 g. Els mascles adults tenen la capçada i la nuca negres. Tenen lores blanques, un supercili llarg de blanc a gris pàl·lid i una curta veta negra darrere de l'ull en una cara d'una altra manera grisa. Les parts superiors són majoritàriament grises amb una taca blanca entre les escapulars. Les escapulars exteriors són negres amb vores blanques. Les ales són majoritàriament negres amb vores blanques a les plomes de vol i puntes blanques a les cobertes. La cua és majoritàriament negra amb grans puntes blanques a totes les plomes i vores blanques a les exteriors. Les parts inferiors són de color blanc grisós. Les femelles són semblants als mascles, però amb les vores de color brillant a les plomes del front, una ratlla més tènue darrere de l'ull, un to d'oliva a les parts superiors i un to pàl·lid a les parts inferiors.

## Distribució i hàbitat
Es distribueix pel centre nord i est del Brasil (sud de Pará, Maranhão cap a l'est fins a Rio Grande do Norte i cap al sud fins a Bahia i extrem nord de Minas Gerais).
Aquesta espècie és considerada poc comú en matolls de la caatinga i vores de boscos caducifolis, i localment també en matolls de restinga.

## Sistemàtica

### Descripció original
L'espècie R. sellowi va ser descrita per primera vegada pels ornitòlegs nord-americans Bret M. Whitney i brasiler José Fernando Pacheco el 2000 sota el nom científic Herpsilochmus sellowi; la localitat tipus és: «2 km a l'est de Boa Nova, Bahia, Brasil (14°22'S, 40°10'W), a 760 m».

### Etimologia
El nom genèric Radinopsyche és una composició de paraules del grec antic que significa “esvelt, d'esperit àgil” i el nom de l'espècie “sellowi”, commemora el naturalista prussià Friedrich Sellow (1789-1831).

### Taxonomia
Per molt de temps va ser conegut com a Herpsilochmus pileatus, però un estudi recent demostrant que la població del sud-est de Bahia és una espècie diferent va revelar que aquest nom s'aplicava a la nova forma, de manera que es va preferir donar un nou nom a aquesta espècie i mantenir l'anterior per a la població del sud-est de Bahia. Les característiques morfològiques (el bec, els peus i les rectrius significativament estrets) i vocals (tant el cant com els reclams) ja revelaven que aquesta espècie difereix clarament d'H. pileatus i dels parents més propers, a l'extrem que podria merèixer una separació en un gènere propi.
Els estudis genètics de Harvey et al. (2020), i les anàlisis filogenòmiques de Bravo et al. (2021) van demostrar que el gènere Herpsilochmus no era monofilètic pel fet que H. sellowi és germana de l'espècie Biatas nigropectus, i que tota la resta de les espècies a Herpsilochmus pertanyen a un clade al costat de Dysithamnus. A causa de les considerables diferències fenotípiques entre H. sellowi i B. nigropectus no es va considerar adequat unir-les en un únic gènere, i com que no hi havia cap altre nom disponible per a H. sellowi, Bravo et al. van descriure un nou gènere monotípic Radinopsyche. El canvi taxonòmic va ser aprovat a la Proposta No 915 al Comitè de Classificació de Sud-americà (SACC) el juliol de 2021.
Encara hi ha autoritats que no han reflectit aquest canvi en les seves llistes.